# This Is the LAZY
This Is the LAZY é o primeiro álbum de LAZY. Foi lançado em 5 de março de 1978 pela RCA Records e tem onze faixas.

## Produção
Álbum da estreia da LAZY, primeira banda de Hironobu Kageyama, que também tinha membros da Neverland e da Loudness. Teve relançamentos em CD em 1990, 1996, 1999 e 2008.

## Recepção
O site CD Journal, no relançamento de 1999, elogiou o álbum, chamando-o de um "trabalho altamente completo e luxuoso", também escreveu que ele traz felicidade, com "letras adoráveis" que coram a face de fãs com nostalgia.

## Faixas
| N.º            | Título                 | Letras          | Música            | Arranjo        | Duração |  |
| 1.             | "Lazy Theme"           | Shunichi Tokura | S. Tokura         | Akira Inoue    | 2:24    |  |
| 2.             | "Hey! I Love You"      | Yukinojo Mori   | Koji Makaino      | K. Makaino     | 3:21    |  |
| 3.             | "Akazukinchan Goyojin" | Masami Sugiyama | S. Tokura         | S. Tokura      | 2:54    |  |
| 4.             | "Hello Los Angeles"    | M. Sugiyama     | Hiroshi Kamayatsu | A. Inoue       | 3:01    |  |
| 5.             | "Letter de Kiss"       | Y. Mori         | Y. Mori           | LAZY           | 2:39    |  |
| 6.             | "Camouflage"           | Yumi Matsutoya  | S. Tokura         | S. Tokura      | 2:44    |  |
| 7.             | "Kori no Pierro"       | M. Sugiyama     | S. Tokura         | S. Tokura      | 3:32    |  |
| 8.             | "Koi wa Action eiga"   | Y. Mori         | K. Makaino        | K. Makaino     | 3:19    |  |
| 9.             | "Queen ni Fusawashi"   | Y. Matsutoya    | S. Tokura         | S. Tokura      | 3:30    |  |
| 10.            | "OK!"                  | Y. Mori         | Y. Mori           | K. Makaino     | 3:59    |  |
| 11.            | "Dance With Me"        | Y. Mori         | Y. Mori           | LAZY           | 3:39    |  |
| Duração total: | Duração total:         | Duração total:  | Duração total:    | Duração total: | 38:12   |  |

## Integrantes
- Hironobu Kageyama (Michell) - Vocal

- Akira Takasaki (Suzy) - Guitarra

- Hiroyuki Tanaka (Funny) - Baixo

- Shunji Inoue (Pocky) - Teclado

- Munetaka Higuchi (Davy) - Bateria